# Лі Веймяо
Лі Веймяо (спрощ.: 李惟淼, нар. 31 березня 1950, Пекін) — китайський футболіст, що грав на позиції нападника, після завершення виступів на футбольних полях — футбольний коментатор. Він протягом усієї кар'єри футболіста грав за клуб «Бейцзін», та був у складі національної збірної Китаю на Кубку Азії з футболу 1976 року.

## Футбольна кар'єра
Лі Веймяо розпочав виступи на футбольних полях у клубі «Бейцзін» у 1972 році. У складі команди Пекіна він зайняв друге місце на Китайських національних іграх 1975 року. Лі викликався до національної збірної Китаю, та грав на Кубку Азії 1976 року. У 1981 році Лі завершив виступи на футбольних полях, і навчався в Пекінському спортивному університеті до 1983 року. З 1995 року він почав працювати футбольним коментатором.

## Титули та досягнення
- Переможець Національної ліги Китаю: 1973[2]